# Dermoergasilus varicoleus
Dermoergasilus varicoleus is een eenoogkreeftjessoort uit de familie van de Ergasilidae. De wetenschappelijke naam van de soort is voor het eerst geldig gepubliceerd in 1992 door Ho, Jayarajan & Radhakrishan.